# Australiens flygvapen

Australiska flygvapnets flagga.

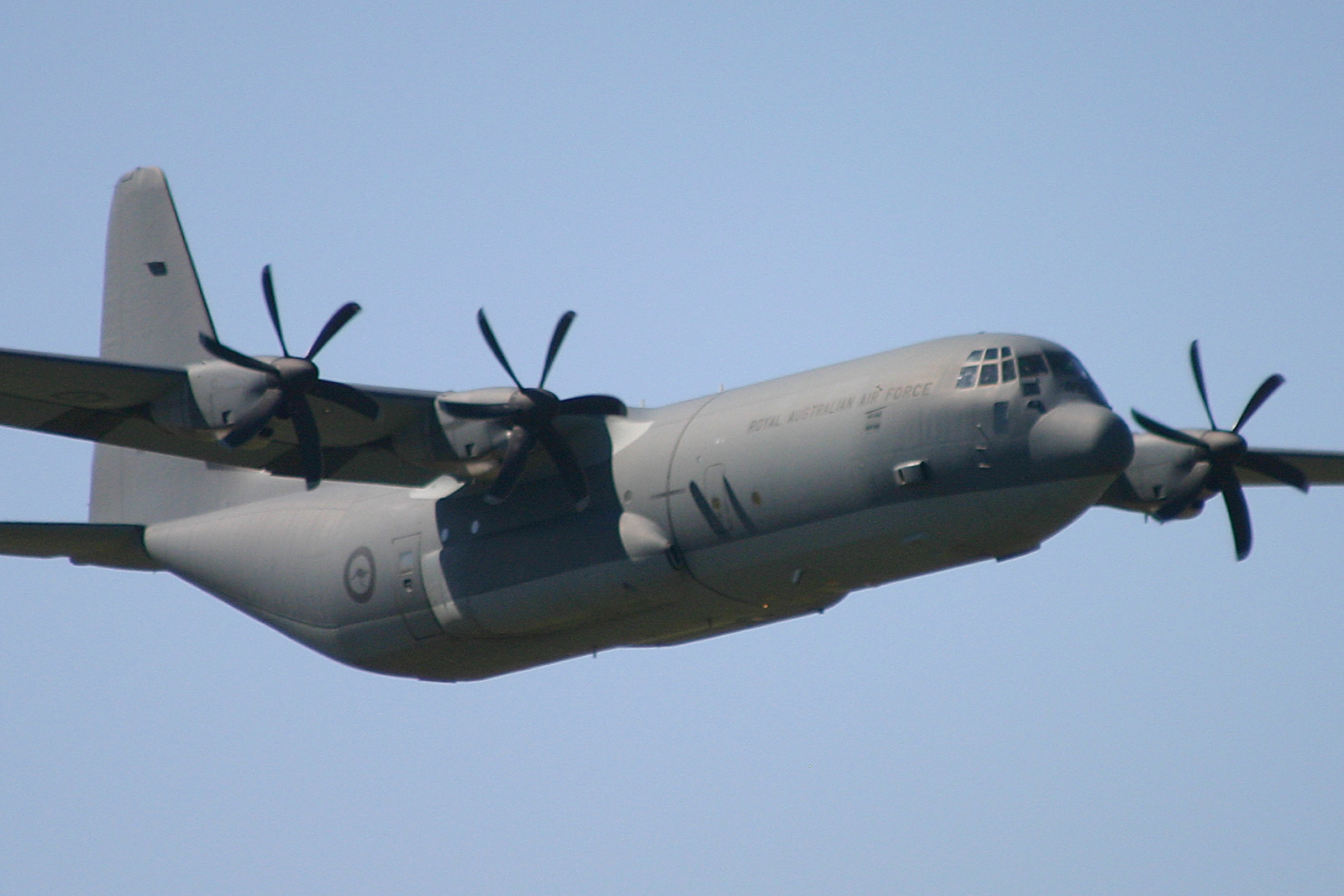
RAAF Hercules C-130J under en uppvisning 2008.

Australiens flygvapen (engelska: Royal Australian Air Force, RAAF), är det australiska försvarets luftstridskrafter. RAAF grundades i mars 1912 som Australian Flying Corps och blev ett självständigt flygvapen i mars 1921. RAAF:s förste chef från 1921 var Richard Williams. Flygvapnet har deltagit ett flertal av 1900-talets stora konflikter inklusive båda världskrigen, Koreakriget och Vietnamkriget. Mer nyligen deltog RAAF vid invasionen av Irak 2003. RAAF:s motto på deras vapensköld lyder Per Ardua ad Astra, vilket ungefär kan översättas till "Genom svårigheter mot stjärnorna". Även brittiska Royal Air Force använder detta motto.
Flygvapnets primära stridsflygplan, med totalt 95 exemplar (år 2011), är det amerikanska McDonnell Douglas F/A-18 Hornet, som byggs på licens i Australien. Andra viktiga komponenter är övervaknings- och ubåtsjaktsplanet Lockheed AP-3C Orion samt transportplanet Lockheed C-130 Hercules. Tidigare var bombplanet General Dynamics F-111 Aardvark en viktig del av flygvapnet, men dessa pensionerades 2010.
Med början 2014 förväntas man få upp till 100 nya stridsflygplan av typen Lockheed Martin F-35 Lightning II. Diskussioner har även pågått om ett eventuellt köp av Lockheed Martin F-22 Raptor, som USA dock hittills vägrat sälja utomlands, men det är osäkert om det mycket höga priset anses motiverat samt om flygplanet är lämpat för det australiska flygvapnets behov.